# ام‌وی ساترن
ام‌وی ساترن (به انگلیسی: MV Saturn) یک کشتی است که طول آن ۶۹٫۵ متر (۲۲۸ فوت) می‌باشد. این کشتی در سال ۱۹۷۷ ساخته شد.